# محمد محمد فياض (طبيب)
محمد محمد فياض (1922 - 5 يناير 2009) هو طبيب مصري. يُعد من أشهر الأطباء التي أنجبتهم مصر في العصر الحديث في مجال جراحة النساء. له العديد من المؤلفات عن المرأة وصحتها وهي التي أكسبته شهرة واسعة، بالإضافة إلى تميزه المهني.

## حياته
ولد في المحلة الكبرى عام 1922. ونشأ في أسرة متدينة. تخرج من كلية الطب جامعة القاهرة عام 1945. تخصص في طب التوليد والنساء. وحصل على درجة الدكتوراة من نفس الجامعة. يعد الدكتور فياض أحد أبرز رواد أمراض النساء والتوليد في مصر والعالم العربي، وهو الوحيد الذي فاز بجائزة الزمالة الفخرية من الجمعية الملكية البريطانية لأمراض النساء والتوليد، وحصل أيضاً على جائزة الدولة التقديرية. أختير رئيساً لعدة جمعيات مصرية وإفريقية ودولية تهتم بصحة الأم والطفل.
هو أيضاً، الزوج الثاني للممثلة المصرية المشهورة عالمياً هند رستم. والتي من أجله اعتزلت الفن نهائياً على حد قولها. وليس لديه أياً من الأبناء أو البنات.

## اهتماماته
كان مهتماً بصميم تخصصه. أي كل ما يخص المرأة، صحتها والطفل. ألف العديد من الكتب ونشر كثيراً من الأبحاث العلمية المُختصة بمجاله. كان عنده ولع خاص بالمرأة المصرية القديمة خصوصاً الفرعونية منها. وكتب عنها في كتابين أو أكثر.
يتضح أيضاً من كتاباته أنه كان متديناً ومُعجباً بخلق الله الذي يتجلى في نشأة الإنسان. حيث كان متابعاً ودارساً لمراحل تطور الجنين البشري. ووصف ذلك بالقرآن الكريم وهو ما دفعه لعمل دراسة ونشر لكتاب عن هذا الموضوع.

## مواقفه
كان له موقف واضح وصريح من عملية ختان الإناث، المنتشرة في الدول العربية والدول الأفريقية وغيرها. وهو أنه ضد هذه العملية التي لها آثار صحية ونفسية سيئة على المرأة ويقلل من خصوبتها. كما أن لها مضاعفات سيئة يمكن لها أن تحدث.
كتب موقفه ذلك في كتابه «البتر التناسلي للإناث» وأعلنه بكل وضوح في مُقدمته. وأثبت فيما يليه ضرر هذه العملية ونشر عدد من الإحصاءات بكتابه هذا.
يقول في مقدمة كتابه:
" رأيي الذي أعلنه منذ البداية وبكل وضوح:
إنني ضد ختان الإناث.
وذلك رأي رسخ في قرارة نفسي منذ أول يوم مارست فيه مهنة الطب، وتمسكت به طوال حياتي المهنية، وساظل أدعوا إليه بقية عمري.
إن ختان الإناث -في رأيي- عملية همجية وحشية، تجرى وقائعها في ظروف غير صحية بالمرة. وعلى أيدي مجموعة من الجهلة، وهي عملية مُدمرة للنثى صحياً وبدنياً ونفسياً، ولها آثار ومضاعفات فادحة سواء على المدى القصير أو البعيد. وهي عملية تتعارض مع شعائر الدين الإسلامي، وتُمثل جريمة كاملة -قانونياً- بكل أبعاد الجريمة من عمد وسِبق إصرار"

## مؤلفاته
- فن الولادة في مصر القديمة -دار الشروق- مصر 1995
- المرأة المصرية القديمة -دار الشروق-مصر 1995
- حياة أفضل للمرأة بعد الخمسين - دار الشروق- مصر 1995
- إعجاز آيات القرآن في بيان خلق الإنسان- دار الشروق - مصر 1999
- البتر التناسلي للإناث، ختان الإناث -دار الشروق- مصر 1998
- الجمال والتجميل في مصر القديمة- دار الشروق- مصر 2000
- دليل الطب العلاجي للأطفال - دار القدس للعلوم- سوريا

## وفاته
رحل يوم الإثنين الموافق 5 يناير 2009 عن عمر يناهز 86 عاماً. وتم العزاء بمسجد عمر مكرم بالقاهرة بعدها بثلاثة أيام.